# Repaus
Un sistem se află în stare de repaus relativ, dacă distanța și direcția sa (vectorul direcție) nu se schimbă în raport cu un sistem de referință considerat fix (SRF), oricare ar fi momentul de timp ales.
De asemenea, se poate spune că un sistem se află în stare de repaus relativ dacă viteza și accelerația sa în raport cu un sistem de referință, considerat fix, sunt nule în timp.